# Mortain

Mortain este o comună în departamentul Manche, Franța. În 1 ianuarie 2018 avea o populație de 1.531 de locuitori.